# Фостер, Джимми (баскетболист)
Джеймс В. «Джимми» Фостер (англ. James V. "Jimmy" Foster; род. 16 декабря 1951 года, Джерси-Сити, Нью-Джерси, США) — американский профессиональный баскетболист, который играл в Американской баскетбольной ассоциации, отыграв два из девяти сезонов её существования. Кроме того, успел поиграть в ЕБА.

## Ранние годы
Джимми Фостер родился 16 декабря 1951 года в городе Джерси-Сити (штат Нью-Джерси), а учился немного севернее, в городе Хобокен в одноимённой средней школе, в которой играл за местную баскетбольную команду.